# Siphonolabrum mirabile
Siphonolabrum mirabile är en kräftdjursart som beskrevs av Lang 1972. Siphonolabrum mirabile ingår i släktet Siphonolabrum, överfamiljen Paratanaoidea, ordningen tanaider, klassen storkräftor, fylumet leddjur och riket djur. Inga underarter finns listade i Catalogue of Life.